# Nyu blau
El nyu blau (Connochaetes taurinus) és un gran mamífer ungulat de la família dels bòvids, una de les dues espècies de nyus. Mesura 170 centímetres d'alçada a l'espatlla i assoleix una massa corporal de fins a 380 quilograms. Viu a les planes obertes, sabanes arbrades i boscos secs del sud i l'est d'Àfrica i té una longevitat de més de vint anys. Aquest herbívor és un animal pasturador que sovint és observat en herbassars oberts o clarianes en una sabana. El mascle és molt territorial i utilitza marcatges odorífers i altres mètodes per a protegir el seu domini. La població més gran es troba al Serengeti, amb més d'un milió d'exemplars.